# 雑賀埼灯台

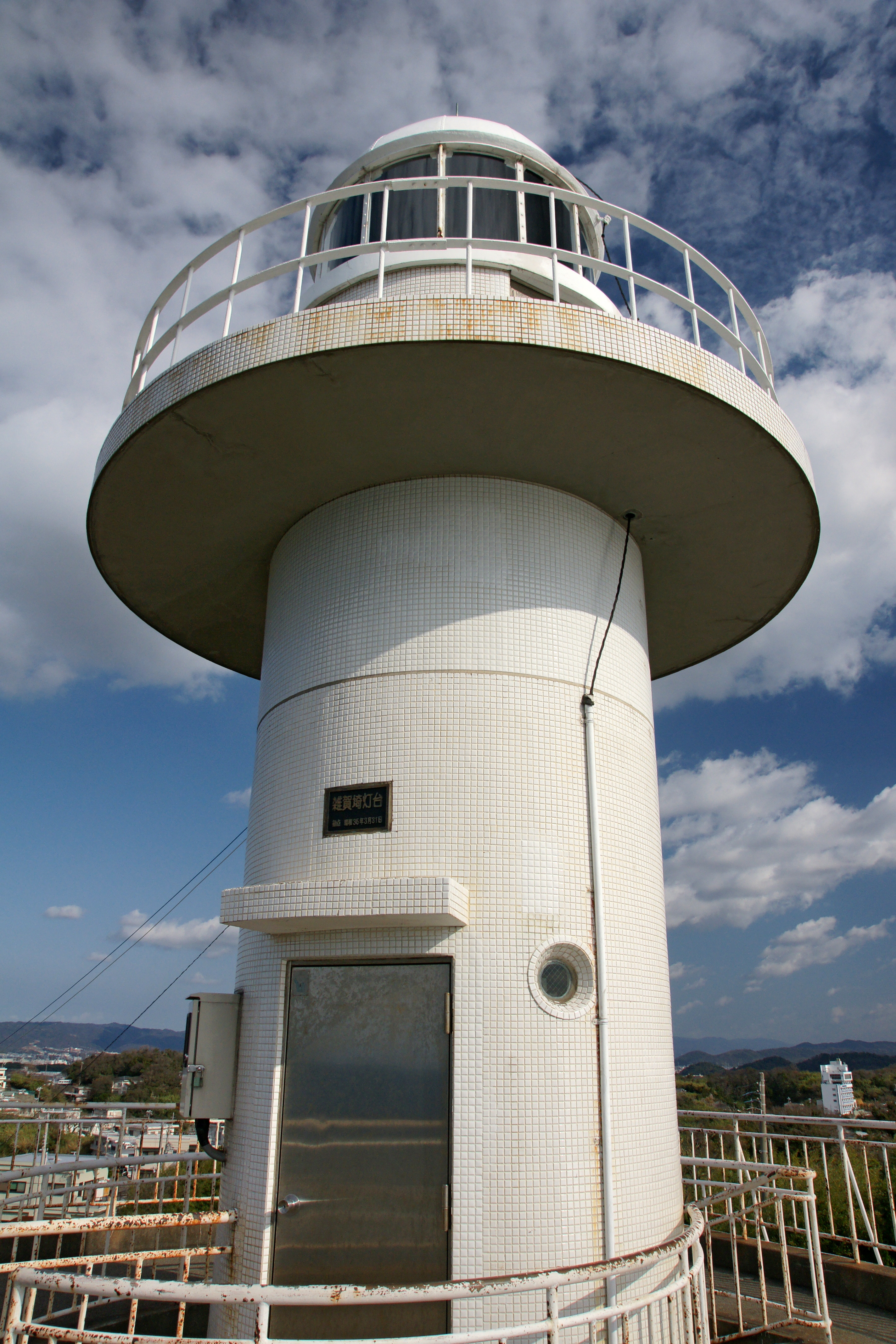
塔頂部

雑賀埼灯台（さいかさきとうだい）、または雑賀崎灯台（さいかざきとうだい）は和歌山県和歌山市和歌浦の雑賀崎にある灯台。

## 概要
現地名は「雑賀崎」だが、海上保安庁の航路標識の名称付与に関する基準（陸上に設置する場合、名称には設置場所の海図に記載されている地名を充てる。その海図では、海洋に突き出した陸地突端部の名称としてはおおむね「埼」を用いる）に基づき「雑賀埼灯台」と表記される。
中世に雑賀崎城があった雑賀崎の「鷹の巣」（和歌山県指定天然記念物）と呼ばれる崖の頂上に位置する。
初点灯は1960年（昭和35年）3月31日という比較的新しい灯台で、和歌山市が観光用展望施設を建設した際に、海上交通の要衝である紀伊水道に面しているということで海上保安庁が展望台の上に設置したものである。
灯台の上からは右から順に、大島、中ノ島、双子島が見え、遠方には淡路島が見える。

## データ
- 初点灯 - 1960年（昭和35年）3月31日
- 塗色および構造 - 白色、塔形、コンクリート造
- 灯質 - 単閃白光、毎8秒に一閃光
- 光度 - 75,000カンデラ
- 光達距離 - 34km
- 地上～頂部高さ - 14m
- 水面～灯火高さ - 75.7m
- 管理事務所 - 第五管区海上保安本部 和歌山航路標識事務所
- 位置 - 北緯34度11分6秒、東経135度8分37秒
- 所在地 - 〒641-0062　和歌山県和歌山市雑賀崎字鷹巣山809-2、810-2

## 交通アクセス
- 南海和歌山市駅またはJR和歌山駅から和歌山バス雑賀崎方面行き（雑賀崎循環バス）で約40分、雑賀崎遊園停留所で下車、徒歩約15分
- 和歌山県道15号起点。

## 周辺
- 和歌浦
  - 雑賀崎、番所庭園、新和歌浦、紀州東照宮、和歌浦天満宮、玉津島神社、不老橋、片男波海岸
- 養翠園